# USC Braunschweig
Der USC Braunschweig ist ein Sportverein aus Braunschweig. Bekannt ist der Universitäts-Sport-Club durch seine Volleyball-Mannschaften. Die Männer spielten in der 2. Bundesliga Nord, sind aktuell jedoch in der 3. Liga West beheimatet. Die Frauen spielten drei Jahre in der 1. Bundesliga.

## Geschichte
Der USC Braunschweig ging 1971 mit 50 Gründungsmitgliedern und den Abteilungen Leichtathletik und Basketball aus dem Akademischen Sport-Club Braunschweig hervor.

## Abteilungen
Badminton, Volleyball, Basketball, Fallschirmspringen, Fußball, Tauchen, Allgemein- und Seniorensport

## Volleyball

### Männer
Die 1. Männermannschaft spielte von 1999 bis 2001, 2002/2003 sowie von 2004 bis 2012 in der 2. Bundesliga Nord. Von 2012 bis 2014 trat der USC in der Dritten Liga an, bevor zur Saison 2014/15 die Rückkehr in die 2. Bundesliga gelang. Die Saison 2016/17 beendete der USC als sportlicher Absteiger, hielt durch den Rückzug der SF Aligse aus der Liga jedoch als Nachrücker die Klasse. 2022 stieg die Mannschaft aus der 2. Liga ab. In der Saison 2022/23 wurde nach einem personellen Umbruch trotz Startschwierigkeiten die Klasse gehalten.

### Frauen
Der USC Braunschweig spielte von der Saison 2003/04 bis 2005/06 für drei Jahre in der 1. Bundesliga. Bekannte Spielerinnen waren Karla Borger, Maren Brinker, Anke Borowikow, Tesha Harry, Dominice Steffen und Maja Pachale. 2006 musste man das Frauenteam zurückziehen. Aktuell spielt die 1. Frauenmannschaft in der Regionalliga Nordwest.

### Spielstätte
Die Volleyball-Heimspiele der 1. Herrenmannschaft werden in der Tunica-Halle ausgetragen.

## Basketball
Seit 1989 trat der USC im Basketball zusammen mit Eintracht Braunschweig in einer Spielgemeinschaft unter dem Namen Braunschweiger Basketball Gemeinschaft Eintracht/USC an. Die BBG war zuletzt vor allem im Damenbasketball erfolgreich, hier stieg man 2013 über eine Wildcard in die 2. Bundesliga auf. Nach dem Aufstieg zog sich der USC jedoch aus finanziellen Gründen von der Zweitligamannschaft zurück. Die Spielgemeinschaft der beiden Vereine wurde schließlich am 1. Juli 2014 aufgelöst, seitdem nimmt der USC wieder mit eigenen Mannschaften am Spielbetrieb teil.